# Шубик, Франтишек
Франтишек Шубик (словац. František Šubík) (19 ноября 1903, Куклов — 16 марта 1982, Покипси, штат Нью-Йорк) — профессор патологической анатомии медицинского факультета университета имени Я. А. Коменского в Братиславе. Во время Второй мировой войны участвовал в работе международной медицинской комиссии (нем. Die internationale Aerztekommission из двенадцати оккупированных или зависимых от Германии стран, а также из Швейцарии.

## Политическая карьера
Незадолго до войны вступил в Словацкую народную партию Глинки, названная по имени её первого председателя Андрея Глинки. У партии была ярко выраженная националистическая ориентация и в 1938 году она сыграла основную роль в создании автономного правительства Йозефа Тисо) и стал председателем её Социальной комиссии.
С августа 1940 года — член Государственного совета Первой Словацкой республики.
С 1942 года — начальник здравоохранения Словакии.

## Творческая карьера
Писал стихи под псевдонимом Андрей Жарнов (Andrej Žarnov). Дебютный сборник «Стража у Моравы», выпущенный в 1925 году, был охарактеризован некоторыми критиками как «националистическая чехофобская антипоэзия». Тираж сборника был конфискован, а его дополненное издание 1940 года было использовано в качестве средства для античешской пропаганды. В первые годы войны Шубик издал 4 собрания своих стихов, в русле христианско-национальной идеологии А. Глинки, которого в 1926 году Шубик сопровождал в поездке по США как представитель Центра Словацкого католического студенчества. Также он занимался переводами, в первую очередь польской поэзии, будучи словацким полонофилом.
Но после того как в ноябре 1938 года Польша аннексировала части Оравской, Спишской и Яворинской областей Словакии он обнародовал стихотворение о своем эмоциональном отторжении от Польши. Консул Лацинский в своем письме послу Папэ сказал, что это стихотворение гораздо более поспособствует распространению антипольских настроений в Словакии, чем это смогли бы сделать несколько вместе взятых антипольских газетных статей.

## Катынский эпизод
В 1943 году Шубик по требованию немецкого посольства должен был назначить делегата от Словакии в катынскую комиссию. Шубик предложил профессора Г. Крска, но из-за его чешской национальности эта кандидатура была отклонена . Другой кандидат, профессор Ладзьянский, заболел в последний момент. В конце концов министр внутренних дел Александр Мах рекомендовал Шубику ехать в Катынь самому, несмотря на то, что Шубик был не судебным врачом, а патологом.
После возвращения из поездки профессор Шубик сделал несколько публичных выступлений, но вскоре ограничил свою активность, из-за того что друзья упрекали его в поддержке немецкой пропаганды. Когда в начале 1945 года было обнародовано сообщение советской комиссии по Катыни, он, несмотря на то, что немцы ему это предлагали не стал выступать публично. При приближении фронта он 31 мая 1945 года уехал в австрийский Кремсмюнстер и баварский Альтёттинг. Но, по требованию чехословацкого правительства 2 июля 1945 года американские власти выдали его Праге и до 16 июля 1945 года он находился под заключением в Братиславе.
В ноябре 1945 года против проф. Шубика было возбуждено уголовное дела, которое ставило ему в вину не только катынский эпизод, но и его деятельность на посту начальника отдела здравоохранения Министерства внутренних дел, когда еврейским врачам запрещалось работать по специальности. Но в его защиту выступила Медицинская коллегия, свидетельствовавшая, что многим неарийским врачам он помог. Поэтому он получил умеренное наказание, которое отбывал в леопольдовской тюрьме. Выйдя на свободу, Шубик работал участковым врачом в Трнаве, потому что был лишен профессорского звания. Он жил под присмотром полиции, ему было запрещено публиковаться и его стихи были изъяты из учебников.
30 декабря 1952 года с помощью австрийских друзей уехал за границу. Жил некоторое время в Дрёзинге, в Вене, а также в Германии. В 1953 году уехал в США, где работал врачом. Сведений о том, чтобы в эмиграции он давал какие-либо показания по катынскому делу не имеется.